# Pfaffia
Pfaffia is een geslacht uit de amarantenfamilie (Amaranthaceae). De soorten komen voor in Zuid-Mexico, het Caraïbisch Gebied en van Costa Rica tot in het zuidelijke deel van tropisch Zuid-Amerika.

## Soorten
- Pfaffia acutifolia (Moq.) O.Stützer
- Pfaffia aphylla Suess.
- Pfaffia argyrea Pedersen
- Pfaffia brunae Marchior.
- Pfaffia cipoana Marchior., Miotto & J.C.Siqueira
- Pfaffia densipellita Borsch
- Pfaffia denudata (Moq.) Kuntze
- Pfaffia elata R.E.Fr.
- Pfaffia eriocephala Suess.
- Pfaffia fruticulosa Suess.
- Pfaffia glabrata Mart.
- Pfaffia gleasonii Suess.
- Pfaffia glomerata (Spreng.) Pedersen
- Pfaffia gnaphalioides (L.f.) Mart.
- Pfaffia helichrysoides (Moq.) Kuntze
- Pfaffia hirtula Mart.
- Pfaffia iresinoides (Kunth) Spreng.
- Pfaffia jubata Mart.
- Pfaffia minarum Pedersen
- Pfaffia miraflorensis Agudello & P.Franco
- Pfaffia ninae Pedersen
- Pfaffia nudicaulis Suess.
- Pfaffia patiensis Agudelo
- Pfaffia rotundifolia Pedersen
- Pfaffia rupestris Marchior., Miotto & J.C.Siqueira
- Pfaffia sarcophylla Pedersen
- Pfaffia sericantha (Mart.) Pedersen
- Pfaffia siqueiriana Marchior. & Miotto
- Pfaffia tayronensis Agudelo
- Pfaffia townsendii Pedersen
- Pfaffia tuberculosa Pedersen
- Pfaffia tuberosa (Spreng.) Hicken
- Pfaffia velutina Mart.

... · 
Achyranthes · 
Aerva ·
Alternanthera ·
Amaranthus (Amarant) · 
Atriplex (Melde) · 
Axyris · 
Bassia (Zoutkruid) · 
Beta (Biet) · 
Blitum (Spiesganzenvoet) · 
Celosia · 
Chenopodium (Ganzenvoet) · 
Corispermum (Vlieszaad) · 
Dysphania · 
Halimione (Zoutmelde) · 
Halocnemum · 
Halothamnus · 
Haloxylon · 
Kochia · 
Krascheninnikovia · 
Polycnemum (Knarkruid) · 
Patellifolia · 
Ptilotus · 
Pupalia ·
Salicornia (Zeekraal) · 
Salsola (Loogkruid) · 
Spinacia · 
Suaeda · 
Traganum · 
...